# Bernard Henry Bourdillon

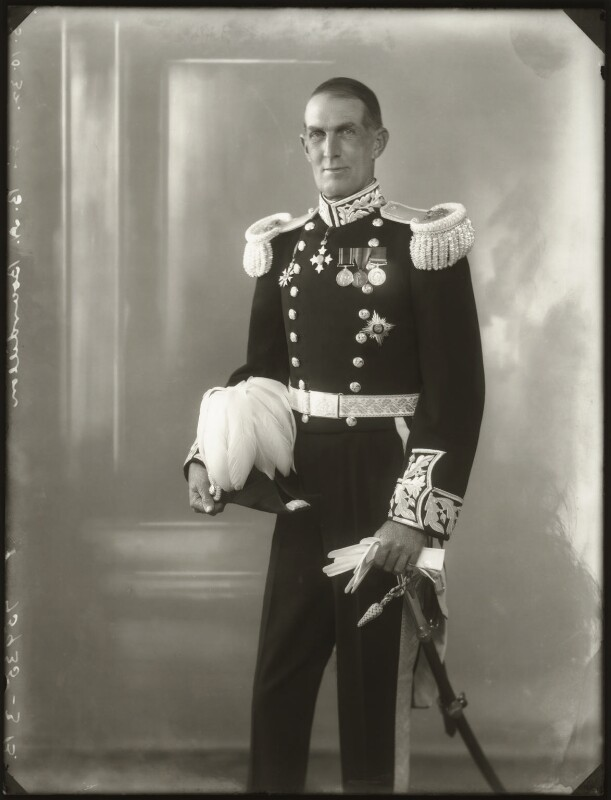
Sir Bernard Bourdillon (1932)

Sir Bernard Henry Bourdillon GCMG KBE (* 3. Dezember 1883 auf Tasmanien; † 16. Februar 1948 auf Jersey) war ein britischer Kolonialgouverneur und Offizier.

## Biografie
Bourdillon wuchs in England und Südafrika auf und schloss die schulische Ausbildung 1906 am St John’s College in Oxford ab. 1908 begann er seine Karriere im Indian Civil Service. Ein Jahr später heiratete er Violet Grace, geborene Billinghurst, mit der er später drei Söhne hatte.
Nach verschiedenen Verwendungen in Indien trat er 1917 im temporären Rang eines Second Lieutenant dem Militär bei. Er diente als Offizier, zuletzt 1919 im Dienstgrad Major, und danach in ziviler Verwaltungsfunktion im Irak. Dort war er 1921 Politsekretär beim Hochkommissar und von 1924 bis 1929 Botschaftsrat. Zudem amtierte er von 1925 bis 1926 als Hochkommissar und war Generalbevollmächtigter bei den Verhandlungen für den Anglo-irakischen Vertrag von 1926.
Im Anschluss war er von 1929 bis 1932 in Ceylon Kolonialsekretär und amtierte in seiner Amtszeit im Zeitraum vom 11. Februar bis zum 11. April 1931 als Gouverneur der Kolonie.
Es folgte die Versetzung nach Uganda, wo er vom 23. November 1932 bis zum 17. Oktober 1935 Gouverneur und Oberbefehlshaber war. In gleicher Funktion diente er anschließend in Nigeria vom 1. November 1935 bis zum 1. Juli 1940. Nach 1935 war er bis zu seiner Zurruhesetzung im Jahr 1943 weiterhin in Nigeria tätig. Während seiner Zeit in Nigeria entwickelte sich ein freundschaftliches Verhältnis zu De Gaulle.
Nach seiner Pensionierung war er Mitglied im Kolonialwirtschafts- und Entwicklungsrat, war Schatzmeister und später Vorsitzender bei der British Empire Leprosy Relief Association (LEPRA), sowie in leitenden Positionen bei Barclays.
Er wurde als Companion, Knight Commander und Knight Grand Cross des Order of St Michael and St George sowie Knight Commander des Order of the British Empire ausgezeichnet. Zudem war er auch Knight of Grace des Order of Saint John und Honorary Fellow des St. John’s College, Oxford.

## Veröffentlichungen
- The Future Of The Colonial Empire, 1945